# 1244
| [ Edytuj tabelę ]                          |                                                                    |
| Książę Małopolski                          | - 1243 Bolesław V Wstydliwy 1279                                   |
| Książę Wielkopolski                        | - 1239 Przemysł I 1257 - 1239 Bolesław Pobożny 1279                |
| Król Angkoru                               | - 1218 Indrawarman II 1244 - 1244 Dżajawarman VIII 1295            |
| Król Anglii                                | - 1216 Henryk III 1272                                             |
| Król Aragonii i Walencji, hrabia Barcelony | - 1213 Jakub I Zdobywca 1276                                       |
| Książę Bawarii                             | - 1231 Otto II 1253                                                |
| Margrabia Brandenburgii                    | - 1220 Otto III 1267                                               |
| Książę Burgundii                           | - 1218 Hugo IV 1272                                                |
| Cesarz Bizancjum                           | - 1222 Jan III Dukas Watatzes 1254                                 |
| Car Bułgarii                               | - 1241 Koloman I Asen 1246                                         |
| Cesarz Chin                                | - 1224 Song Lizong 1264                                            |
| Król Cypru                                 | - 1218 Henryk I 1253                                               |
| Król Czech                                 | - 1230 Wacław I 1253                                               |
| Król Danii                                 | - 1241 Eryk IV Plovpenning 1250                                    |
| Władca Egiptu                              | - 1240 As-Salih Ajjub 1249                                         |
| Król Francji                               | - 1226 Ludwik IX Święty 1270                                       |
| Król Gruzji                                | - 1223 Rusudan 1245                                                |
| Hrabia Holandii                            | - 1234 Wilhelm II 1256                                             |
| Cesarz Japonii                             | - 1242 Go-Saga 1246                                                |
| Kalif                                      | - 1242 Al-Must’asim 1258                                           |
| Król Kastylii                              | - 1217 Ferdynand III Święty 1252                                   |
| Król Kastylii i Leónu                      | - 1230 Ferdynand III Święty 1252                                   |
| Patriarcha Konstantynopola                 | - 1244 Manuel II 1255                                              |
| Władca Korei                               | - 1213 Kojong 1259                                                 |
| Wielki książę litewski                     | - 1240 Mendog 1253                                                 |
| Cesarz Łaciński                            | - 1228 Baldwin II de Courtenay 1261                                |
| Kalif Maroka                               | - 1242 Ali as-Said 1248                                            |
| Król Nawarry                               | - 1234 Tybald I 1253                                               |
| Król Norwegii                              | - 1217 Haakon IV Stary 1263                                        |
| Hrabia Palatynatu                          | - 1227 Otton I Bawarski 1253                                       |
| Papież                                     | - 1243 Innocenty IV 1254                                           |
| Król Portugalii                            | - 1223 Sancho II 1248                                              |
| Sułtan Rumu                                | - 1237 Kaj Chusrau II 1246                                         |
| Książę Rusi halickiej                      | - 1238 Daniel II 1264                                              |
| Cesarz Rzymski (niemiecki)                 | - 1220 Fryderyk II 1250                                            |
| Książę Saksonii                            | - 1212 Albrecht I 1260                                             |
| Król Serbii                                | - 1243 Stefan Urosz I 1276                                         |
| Król Singasari                             | - 1227 Anuśpati 1248                                               |
| Król Szkocji                               | - 1214 Aleksander II 1249                                          |
| Król Szwecji                               | - 1234 Eryk XI Eriksson 1250                                       |
| Doża Wenecji                               | - 1229 Jacopo Tiepolo 1249                                         |
| Król Węgier                                | - 1235 Bela IV 1270                                                |
| Wielki mistrz zakonu krzyżackiego          | - 1240 Gerhard von Malberg 1244 - 1244 Heinrich von Hohenlohe 1249 |

Rok 1244 / MCCXLIV
stulecia: XII wiek ~
XIII wiek ~
XIV wiek

lata: 1234 «
1239 «
1240 «
1241 «
1242 «
1243 «
1244
» 1245
» 1246
» 1247
» 1248
» 1249
» 1254

## Wydarzenia w Polsce
- miał miejsce najazd litewski na Sandomierskie w okolicach Kielc[1].

## Wydarzenia na świecie
- 16 marca – po 10 miesiącach oblężenia krzyżowcy zdobyli Montségur w Pirenejach, ostatnią twierdzę katarów. Około 200 obrońców zostało spalonych na stosach.
- 17 października – wyprawy krzyżowe: krzyżowcy starli się z Egipcjanami i Chorezmijczykami w bitwie pod Harbijją.
- 13 listopada – arcybiskup Zygfryd III z Eppstein przekazał mieszczanom Moguncji dokument „Wolność miasta”, gwarantujący szereg przywilejów i zatwierdzający powstanie 24-osobowej Rady Miejskiej.

- Ostatecznie Krzyżowcy utracili Jerozolimę.

## Zmarli
- 19 marca - Isnard z Chiampo, włoski dominikanin, błogosławiony katolicki